# Prosopocera thomsoni
Prosopocera thomsoni là một loài bọ cánh cứng trong họ Cerambycidae.